# Alcalá (Colombia)
Alcalá is een gemeente in het noordoosten van het Colombiaanse departement Valle del Cauca. De gemeente telde in 2020 25.235 inwoners. 
Alcalá werd in 1791 gesticht door de in Spanje geboren Sebastián de Marisancena onder de naam San Sebastián de la Balsa. Later werd het gebied Furutena genoemd. Pas 128 jaar later, in 1919 werd de nederzetting officieel een gemeente. De gemeente werd in 2011 door UNESCO als werelderfgoed verklaard als deel van de koffiecultuur die in de regio heerst. 
Alcalá ligt 200 kilometer verwijderd van Cali, de hoofdstad van het departement. Naast de koffieplantages is de gemeente ook bekend om haar vele zijrivieren waar aan watersporten wordt gedaan.

## Geschiedenis
De gemeente werd in 1791 opgericht door de Spanjaard Sebastián de Marisancena als San Sebastián de la Balsa. Don Sebastián de Marisancena was een Spaanse koopman die koopwaar en slaven uit het Spaanse koninkrijk importeerde en ze verhandelde op de markten van Cartagena, Honda, Ibagué en Cartago en daarnaast ook bedrijven had in Quito en Lima. Hij ontving in hetzelfde jaar van het Spaanse koningshuis de titel 'rechter van de nederzetting'. Het gebied was niet bevolkt, dus verwelkomde hij een twintigtal kolonisten uit de nabije nederzetting van Carthago. Hij voorzag hen van voedsel, gereedschap, materialen en land voor elk gezin om zich te vestigen en hun huis te bouwen. Ook bouwde hij met zijn eigen geld een kerk en een huis voor de priester, met alle voorzieningen die de Katholieke Kerk nodig had.
Vanwege de uitgebreide naam werd het gehucht onder de bevolking in de regio La Balsa genoemd en onder die naam was het bekend tot het begin van de 20e eeuw. In die tijd was het gebied nog steeds een klein gehucht met huizen die ver van elkaar verspreid langs de weg stonden en waar slechts enkele diensten werden aangeboden aan reizigers, zoals eten, rust, een stal en een smid. De huizen uit die tijd bestonden uit droge palmdaken, ondersteund met dikke balken, muren gemaakt van guadua (een lokale soort bamboe) en met vuile of geen vloeren. De eerste jaren van de 20e eeuw werden gekenmerkt door handel door muilezeldrijvers die koopwaar uit omliggende regios vervoerden en brachten. Het dorp begon te groeien en meer en meer mensen verschenen op zoek naar onbebouwd land om zich toe te eigenen, omdat er toen niet voor betaald hoefde te worden. Er werd gebouwd langs de toenmalige enige weg, die door de omgeving slalomde, daardoor is tot op de dag van vandaag de hoofdweg van de gemeente niet helemaal recht.
Op 14 november 1917 plantte een vrouw genaamd Rosana Gutiérrez Ruiz de Mazuera een saman op het plein voor de kerk, waar in de loop der jaren een hele markt populair werd in de schaduw van deze enorme boom. Tegenwoordig is de saman hét symbool geworden van de gemeente. Op 31 maart 1919 werd het gehucht La Balsa officieel een gemeente en kreeg het de definitieve naam Alcalá toegewezen. De bouw van het gemeentehuis begon in 1921 nadat het departement Valle del Cauca hiervoor de nodige betalingen had verricht. Francisco Mazuera werd de eerste burgemeester.
Door het landelijke karakter van de gemeente en haar inwoners bestaat de gemeente voornamelijk uit oude kleurrijke huizen met balkons, houten kozijnen en daken van kleipannen.

## Geografie
Alcalá is een gemeente in het noorden van Valle del Cauca, gelegen op de helling van de bergketen Cordillera Central. Het heeft een oppervlakte van 63,69 km², waarmee het een van de kleinste gemeenten van het departement is. De gemeente ligt in het stroomgebied van de Cauca-rivier. Er zijn ook twee watervallen, de El Chontaduro en de El Mico.
Doordat Alcalá in de bergen ligt, heeft het een warm droog klimaat, maar een vochtig tropisch bos. Dit klimaat zorgt voor perfecte omstandigheden voor de productie van koffie. De temperatuur ligt het hele jaar door gemiddeld tussen de 10 °C en 24 °C.
De gemeente grenst in het noorden aan Ulloa, in het oosten aan Filandia, in het zuiden aan Quimbaya en in het westen aan Carthago.

## Economie
De belangrijkste bron van inkomsten voor de gemeente is koffie, dankzij een omvangrijke productie. Hiernaast worden er ook sinaasappelen, cassave en suikerriet en vee geweekt. Ook begint toerisme op te komen als een belangrijke economische activiteit, zo is er veel interesse in de natuurlijke kuuroorden, zoals de stroom van de Los Angeles, een zijrivier van de La Vieja rivier. Dit zorgde voor een stevige groei in het aantal hotels en restaurants. Er zijn ook enkele kleine gipsmijnen.
Enkele toeristische trekpleisters zijn:
- Finca Hotel El Bosque : Een tropisch ingericht hotel bij La Caña, 5 kilometer van het stedelijk gebied met klimmuur, waterglijbanen, Tibetaanse bruggen en abseilen.
- Koffiecultuurlandschap : het behoud van architectuur, folklore, gastronomie, muziek en tradities van de koffiecultuur wordt gezien als een erfgoedwaarde.
- Het El Dinde-pad: gelegenheid tot sportvisserij.
- Piedra de Moler-pad : Gelegen op 8 kilometer van het centrum, bij de rivier La Vieja met beekjes en natuurlijke waterbassins.
- Kanotochten op de Rio de la Vieja

## Galerij

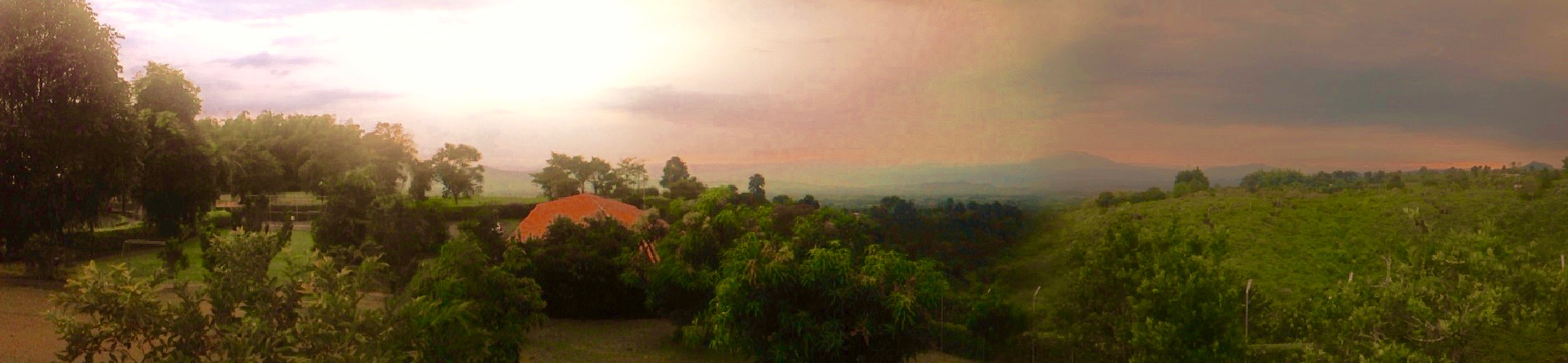
Panorama van Alcalá
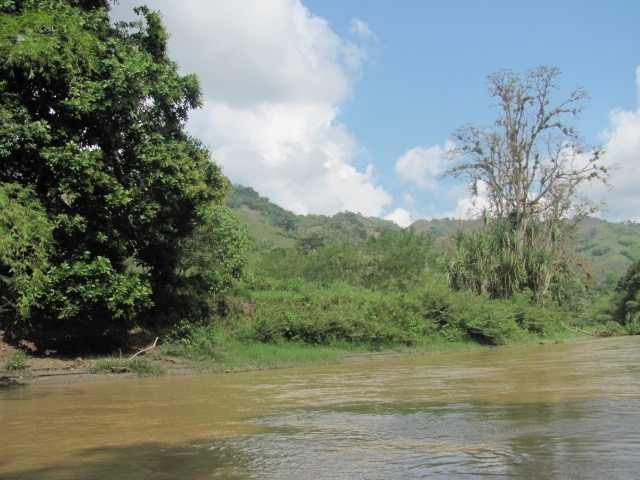
Bebossing en heuvels bij een van de zijrivieren

Alcalá · Andalucía · Ansermanuevo · Argelia · Bolívar · Buenaventura · Bugalagrande · Caicedonia · Cali · Calima · Candelaria · Cartago · Dagua · El Águila · El Cairo · El Cerrito · El Dovio · Florida · Ginebra · Guacarí · Guadalajara de Buga · Jamundí · La Cumbre · La Unión · La Victoria · Obando · Palmira · Pradera · Restrepo · Riofrío · Roldanillo · San Pedro · Sevilla · Toro · Trujillo · Tuluá · Ulloa · Versalles · Vijes · Yotoco · Yumbo · Zarzal